# 100416 Syang
100416 Syang è un asteroide della fascia principale interna . Scoperto nel 1996, presenta un'orbita caratterizzata da un semiasse maggiore pari a 1,9201253 UA e da un'eccentricità di 0,1194900, inclinata di 17,31585° rispetto all'eclittica.